# Rhizopulvinaria maritima
Rhizopulvinaria maritima är en insektsart som beskrevs av Canard 1967. Rhizopulvinaria maritima ingår i släktet Rhizopulvinaria och familjen skålsköldlöss. Inga underarter finns listade i Catalogue of Life.